# Liginiac
 Liginiac  (en occitano Leginhac) es una comuna y población de Francia, en la región de Lemosín, departamento de Corrèze, en el distrito de Ussel y cantón de Neuvic.
Su población en el censo de 2008 era de 629 habitantes.
Está integrada en la Communauté de communes des Gorges de la haute Dordogne .

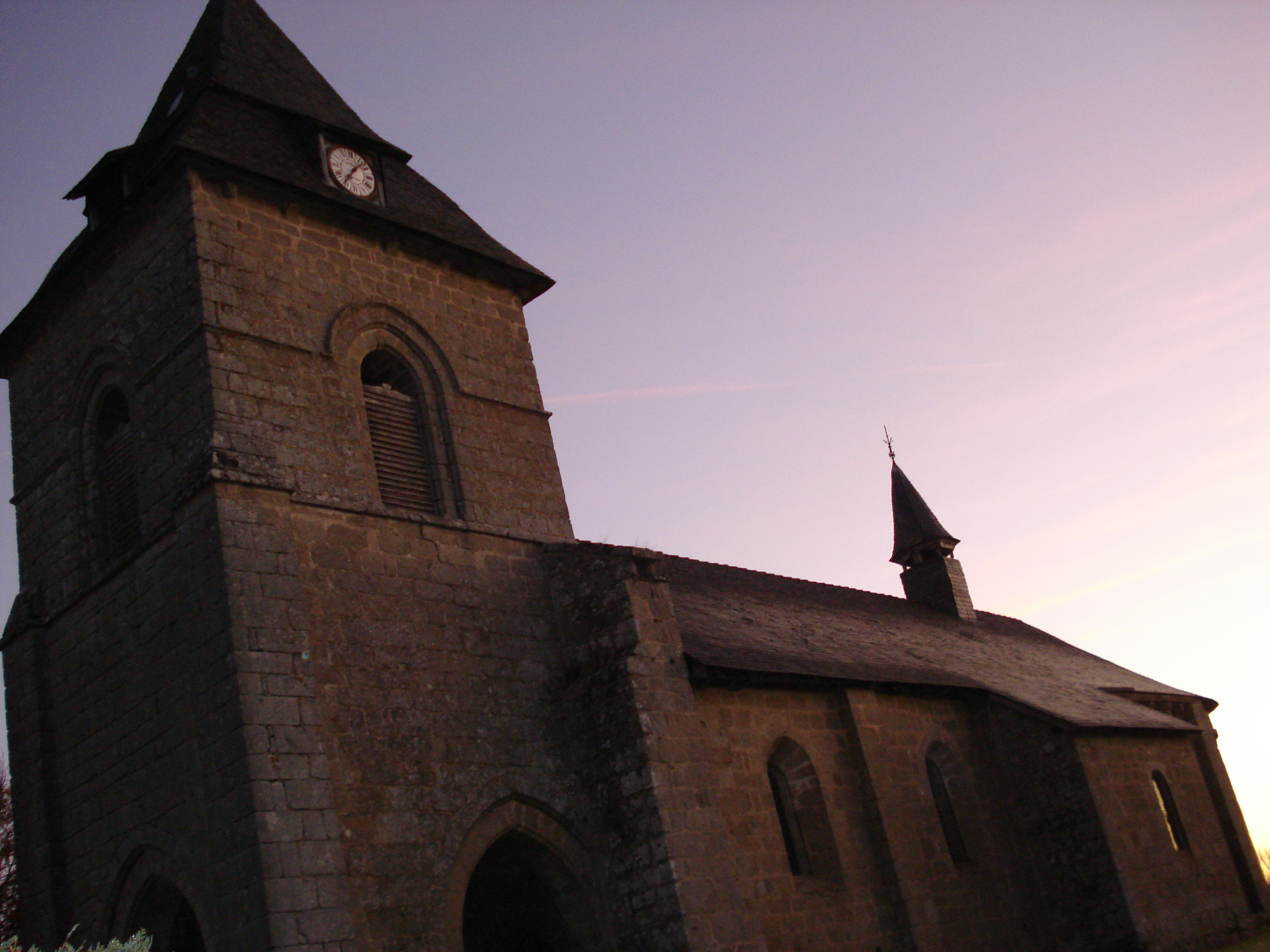
La iglesia
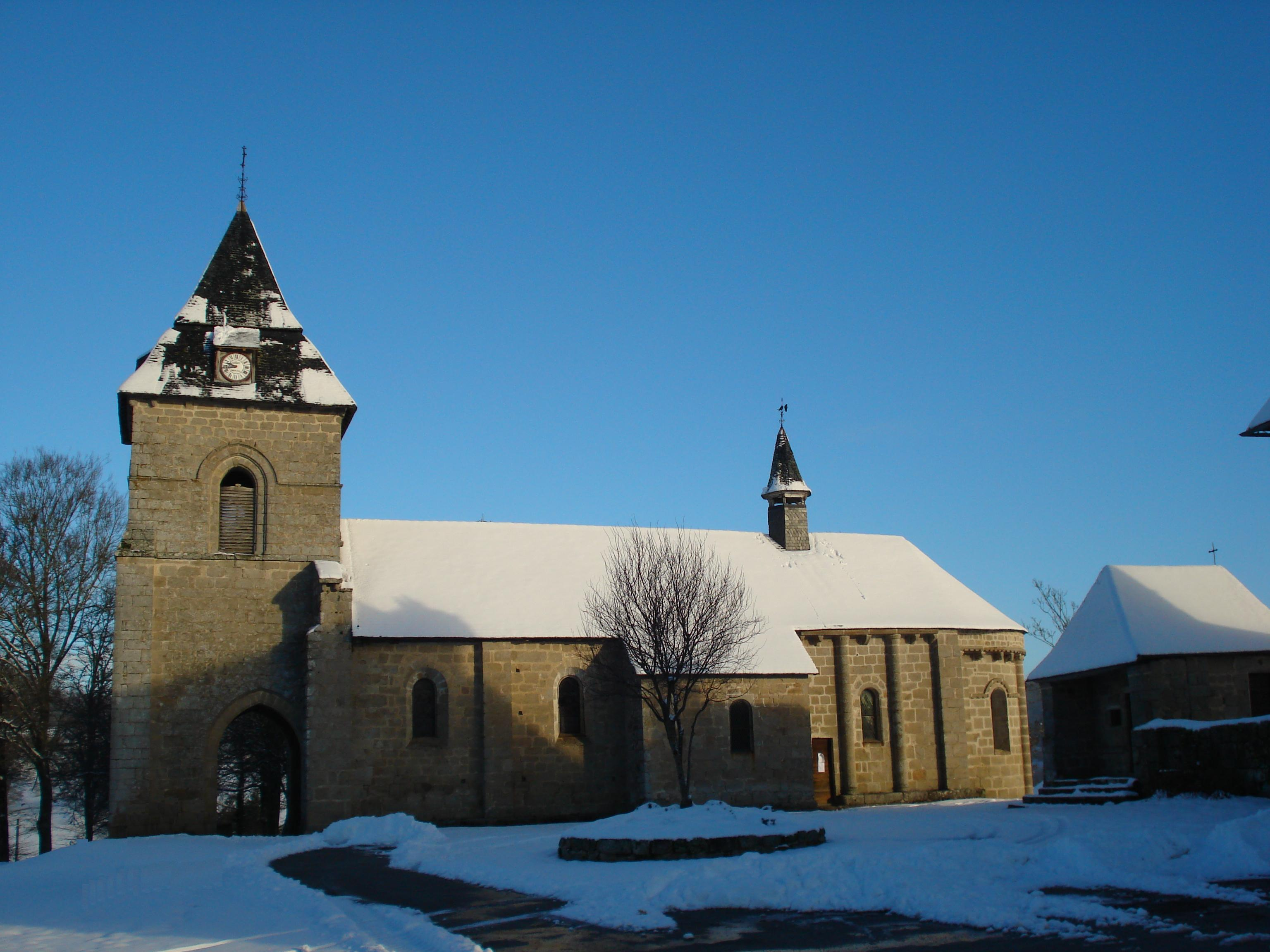
La iglesia bajo la nieve
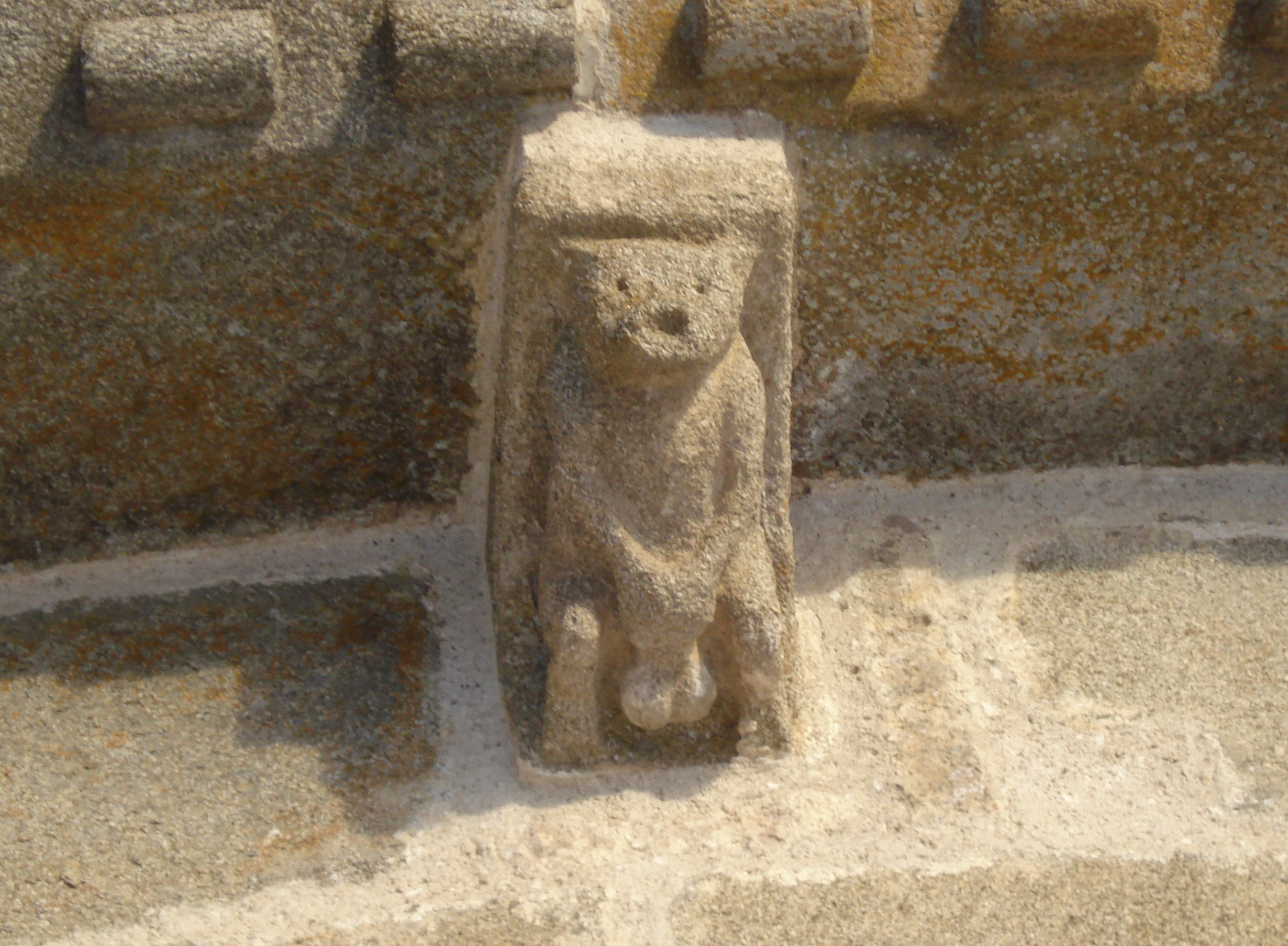
Detalle de la iglesia

## Demografía
| 858 | 725 | 601 | 618 | 603 | 630 | 629 |
| Para los censos de 1962 a 1999 la población legal corresponde a la población sin duplicidades (Fuente: INSEE [Consultar]) |     |     |     |     |     |     |